# Кайраклия (Молдова)
 Тази статия е за селото в Молдова.  За селото в Украйна вижте Кайраклия (Украйна).  
Кайраклия (на молдовски: Cairaclia) е село, разположено в Тараклийски район, Молдова.

## История
Селото Кайраклия е създадено през 1861 година. Основата на селото са колонисти от колония Кайраклия (сега се казва Лощиновка), която се намира през 13 километра от Измаил. От него са дошли шестдесет семейства. Колонията Кайраклия е основана от български преселници по времето на преселването на българите и гагаузите в Бесарабия. Има твърдения, че първите преселници са от село Кайрак (сега Каменци, Силистренско). При преселването на новото място кайраклийците минават през митницата между Табаки и Болгарийката, по Трояновия вал. По различни причини някои преселници след минаването през границата си променяли фамилните имена. Някои взели за основа на фамилното име занаята си. Например, Желяскови станали Чебанови, затова че били чобани.
При създаването на селото през 1861 година е имало 62 двора и 462 жители, от които 216 мъже и 246 жени. През 1866 година е построена църква със средствата на селските жители. Десет години след създаването на селото, през 1871 година е отворено селско училище с начални класове.
През лятото 1947 година са създадени два колхоза (колективни стопанства), носещи имената на Георги Димитров и Ленин. През 1950 година те са обединени и станават едно стопанство колхоз, на името на Георги Димитров. С помощта на колхоза се извършва електрификация, прокарва се радио до селото (1956-1957 години), изградени са болница (1962), дом на културата с 600 места (1972), водопровод (1977), 3-етажна сграда на училището (1987), извършена е и газификация на селото (през 1992 г.). През 2003 година в селото е построена мелница. През 2007 година е изграден нов водопровод.

## География
Селото се намира на 20 км от град Тараклия, на 8 км от град Болград (в Украйна), и на 153 км от столицата Кишинев.

## Население
Населението на село Кайраклия през 2004 година е 2124 души, от тях:
- 1733 души (81,59 %) – българи
- 8,47 % – гагаузи
- 3,77 % – молдовци
- 2,82 % – руснаци
- 2,64 % – украинци
- 0,38 % – цигани
- 0,33 % – други националности

## Личности
- Степан Антонов Касимов (1856 – 1940) – герой на Шипка, кавалер на кръста на Свети Георги (I, II, III степен).
- Петър Прокопов Перонков (1936) – музикант, композитор, поет, писател. Написал е много песни за Кайраклия, Тараклия и други. Автор е на книгите „Кайраклия пее и се смее“, „Мой край – Буджак“, „Родная Бессарабия моя“, „Славим тебя край родной“.
- Иван Федоров Манолов (1942) – художник, писател. Основател на историческия и етнографски музей и негов ръководител за 30 години. Съставя описание на всички родословни дървета на село Кайраклия и ги издава като отделна книга през 2009 година.
- Петър Иванов Хаджи (1938) – хабилитиран доктор на физико-математическите науки, главен научен сътрудник на Академията на науките на Република Молдова, професор в Тирасполския държавен университет, автор на научни монографии.
- Мария Степанова Дирюгина (Коломан) (1931) – медик, от 1966 година е професор на медицината. Към 1999 година публикува 179 научни работи, една монография, притежава две авторски свидетелства, 4 патента, 33 рационализаторски предложения. Двете ѝ дъщери са кандидати на медицинските науки.